# Tom Ammiano
Tom Ammiano (sinh ngày 15 tháng 12 năm 1941) là một chính khách và nhà hoạt động quyền LGBT người Mỹ đến từ San Francisco, California. Ammiano là thành viên của Hội nghị Lập pháp LGBT California, từng là nghị sĩ Quốc hội California từ 2008 đến 30 tháng 11 năm 2014. Trước đây, ông từng là thành viên của Hội đồng Giám sát San Francisco và ông thất cử thị trưởng San Francisco vào năm 1999. Ông đắc cử với tư cách là Ủy viên Hội đồng California tại khu vực 17 bởi Chủ tịch Hội đồng giám sát San Francisco David Chiu vào ngày 1 tháng 12 năm 2014.

## Tuổi thơ và giáo dục
Ammiano lớn lên ở Montclair, New Jersey, một phần của một gia đình lao động người Mỹ gốc Ý. Ông học trường Trung học Immaculate Conception.
Ammiano theo học tại Đại học Seton Hall, lấy bằng cử nhân truyền thông năm 1963. Ông chuyển đến San Francisco vào năm 1963, và lấy bằng thạc sĩ về giáo dục đặc biệt từ Đại học San Francisco State năm 1965. Ammiano đã phản đối chiến tranh Việt Nam và từ năm 1966 đến năm 1968 là một giáo viên tiếng Anh tại một thị trấn nhỏ ở Việt Nam Cộng hòa, phục vụ với một nhóm phát triển Quaker.

## Đời tư
Bạn đời của Ammiano trong nhiều năm là Tim Curbo, một giáo viên đồng nghiệp. Curbo chết vì biến chứng từ AIDS năm 1994, vài ngày trước khi Ammiano được bầu làm giám sát viên.
Ammiano thể hiện mình trong một vai khách mời được trả tiền trong bộ phim Milk (2008), tái hiện một trong những cuộc biểu tình của ông về Sáng kiến Briggs.